# Canton de Villeneuve-sur-Lot-Nord
Pour les articles homonymes, voir Canton de Villeneuve-sur-Lot.
Le canton de Villeneuve-sur-Lot-Nord est une ancienne division administrative française située dans le département de Lot-et-Garonne, en région Aquitaine.

## Histoire
Le canton de Villeneuve-sur-Lot-Nord est créé en 1973, en même temps que celui de Villeneuve-sur-Lot-Sud, en remplacement du canton de Villeneuve-sur-Lot.

## Géographie
Ce canton était organisé autour de Villeneuve-sur-Lot dans l'arrondissement de Villeneuve-sur-Lot. Son altitude variait de 42 m (Lédat) à 209 m (Villeneuve-sur-Lot) pour une altitude moyenne de 59 m.

## Composition
Le canton de Villeneuve-sur-Lot-Nord se composait d'une fraction de la commune de Villeneuve-sur-Lot et d'une autre commune. Il comptait 16 188 habitants (population municipale) au 1er janvier 2012.
| Nom                            | Code Insee | Intercommunalité         | Population (dernière pop. légale)               |
| ------------------------------ | ---------- | ------------------------ | ----------------------------------------------- |
| Villeneuve-sur-Lot (chef-lieu) | 47323      | CA du Grand Villeneuvois | Fraction : 14 882(2012) Commune : 23 263 (2014) |
| Lédat                          | 47146      | CA du Grand Villeneuvois | 1 357 (2014)                                    |

## Démographie
| 1975 | 1982 | 1990   | 1999   | 2006   | 2011   | 2012   |
| ---- | ---- | ------ | ------ | ------ | ------ | ------ |
| -    | -    | 14 981 | 15 314 | 16 048 | 15 981 | 16 188 |

## Administration
| Période | Période      | Identité              | Étiquette   | Qualité                                                   |
| ------- | ------------ | --------------------- | ----------- | --------------------------------------------------------- |
| 1973    | 1979         | Jean-François Garnier | DVD         | Conseiller municipal de Villeneuve-sur-Lot                |
| 1979    | 1985         | Didier Bergon         | PS          | Conseiller municipal de Villeneuve-sur-Lot                |
| 1985    | 1992         | Evelyne Dupuet        | RPR         | Conseillère régionale de 1986 à 1992                      |
| 1992    | 1995 (décès) | Claude Larroche       | RPR         | Chef d'entreprise Maire de Villeneuve-sur-Lot (1989-1992) |
| 1995    | 1998         | Evelyne Dupuet        | UDF-Rad.    |                                                           |
| 1998    | 2004         | Serge Léonard         | PS puis UDF | Conseiller municipal de Villeneuve-sur-Lot                |
| 2004    | 2015         | Alain Soubiran        | PS          | Expert-comptable Maire-adjoint de Villeneuve-sur-Lot      |

L'élection cantonale du 21 et 28 mars 2004 a fait l'objet d'un contentieux électoral, un opposant reprochant à Alain Soubiran, adjoint aux finances de Villeneuve-sur-Lot, de bénéficier d'une campagne de promotion des réalisations et de la gestion de la ville et de l'intercommunalité par la publication de leurs magazines. Le Conseil d'Etat a finalement rejeté cette protestation en juin 2005, les publications ne faisant pas référence aux élections cantonales.